# Religiously. The Album.
Religiously. The Album. è il primo album in studio del musicista statunitense Bailey Zimmerman, pubblicato nel 2023.

## Tracce
1. Religiously – 2:58 (Austin Shawn, Alex Palmer, Bailey Zimmerman, Frank Romano, Marty James)
2. Warzone – 3:24 (Shawn, Zimmerman, Gavin Lucas, Michael Hobby)
3. Fix'n to Break – 3:52 (Shawn, Zimmerman, Chandler Walters, Lucas, Sergio Sanchez)
4. Forget About You – 2:55 (Zimmerman, Drew Baldridge, Lucas, Nick Schwarz)
5. Chase Her – 3:18 (Andrew Stoelzing, Heath Warren, Jared Scott, Matthew Schuster, Nate Miles)
6. Fall in Love – 3:52 (Shawn, Zimmerman, Lucas)
7. You Don't Want That Smoke – 3:20 (Jimi Bell, Tucker Beathard)
8. Found Your Love – 3:33 (Shawn, Zimmerman, Lucas)
9. Rock and a Hard Place – 3:27 (Warren, Jacob Hackworth, Jet Harvey)
10. Other Side of Lettin' Go – 3:27 (Zimmerman, Walters, Lucas, Warren)
11. Pain Won't Last – 4:00 (Avery Roberson, Brandon Wish, Ryan Spencer)
12. Where It Ends – 2:59 (Zimmerman, Grant Averill, Joe London, Joe Spargur)
13. God's Gonna Cut You Down – 2:48 (Traditional)
14. Fadeaway – 2:40 (Shawn, Zimmerman, Lucas, Warren)
15. Get to Gettin' Gone – 3:02 (Zimmerman, Greylan James, Jason Massey)
16. Is This Really Over? – 3:08 (Zimmerman, Walters, Cody Lohden, Ernest Keith Smith, Mark Holman, Rhys Rutherford)

## Classifiche
| Classifica (2023) | Posizione raggiunta |
| ----------------- | ------------------- |
| Stati Uniti       | 7                   |